# 唐吉訶德·多佛朗明哥
唐吉訶德·多佛朗明哥是尾田榮一郎所著的日本漫畫作品《ONE PIECE》裡的一個角色，前天龍人，前任「王下七武海」之一。

## 設計
- 唐吉訶德源自西班牙作家塞萬提斯的反騎士小說《唐吉訶德》
- 而佛朗明哥（Flamingo）的英文意思是紅鶴。
- 至於他在黑暗世界裡的代號「JOKER」，則是取自撲克牌裡的鬼牌。
- 墨鏡參考《假面騎士Super 1》

## 人物
外貌為金色短髮，戴著白框紅色鏡片的太陽眼鏡，穿著長袖襯衫及七分褲、尖頭鞋，披著粉紅羽毛大衣，身材高大精實的男子。生性殘忍，桀驁不馴。認為所有人類生來都是暴虐無道，內在都有著嗜血的凶殘性、遇到不服從自己的對象就要以武力使其屈服。不論是對手下和一般民眾，甚至是自己的親人都能毫不留情地動手殺害。他將與其一起開創海賊團基業的幹部視為自己真正的「親人」。
前海軍上將「青雉」庫山說他和同為七武海的「海賊女帝」波雅·漢考克不一樣，是個極為異常的海賊，過去曾經親手毀過8個國家。連他的弟弟羅希南特也說他是個生來就不懂何謂恐懼，而且瘋狂又兇殘的「怪物」（但這件事只有家族的四大幹部以及羅希南特知道）。
800年前「唐吉訶德家族」為新世界「多雷斯羅薩」王國原王族，也是創立「世界政府」的20位國王之一族（創造主），因入住「聖地」馬力喬亞成為天龍人而放棄王位，由利克王一族擔任下一任國王，直到多佛朗明哥一代時，因父親的決定導致全家失去天龍人身份，10年前多佛朗明哥以海賊的身分取得七武海的資格，甚至設下詭計奪回多雷斯羅薩並擔任國王。利用其權限控制著世界各地諸多的地下產業，被魯夫擊敗後被褫奪七武海的稱號，並由上將「藤虎」為首的海軍逮捕送至監獄「推進城」。

## 能力

### 惡魔果實
多佛朗明哥是超人系且已覺醒的「線線果實」能力者，能夠藉著手指的細微操作，自由的控制肉眼看不見的線，線有以下數種功能：
- 切割物體，鋒利得足以能割開金屬，纏上武裝色霸氣後能傷害自然系能力者。
- 將絲線纏繞在目標身上進行控制，類似於懸絲傀儡的效果，但無法控制人的意志。
- 遮蔽電磁波或通訊訊號，使被絲線所包圍的人無法利用電話蟲向外界求救。
- 創造出跟自身一模一樣的分身。
- 線可修復內臟及受損器官，但需要一些時間，而且跟恢復有所區別。
- 具有脫離能力者本體以外的攻擊指令的線（如：鳥籠），若能力者死亡或失去意識，則該效果即刻消失。
- 綁住雲，藉此達到在半空中移動的效果。
- 覺醒能力：能將周圍的事物化成線，可將地面、房屋或是岩石等東西都變成絲線，讓如浪濤般的大量絲線擊殺對手。

### 霸氣
此外，多佛朗明哥能夠自由運用見聞色霸氣、武裝色霸氣、霸王色霸氣。

## 劇中表現
- 童年時期

多佛朗明哥生於天龍人世家，為唐吉訶德家族裡的荷敏聖長子，原本和家人享有天龍人的特權，然而其父親唐吉訶德·荷敏聖於某日主張天龍人和普通人同為人類，宣布自己要放棄身為天龍人的特權，像尋常人家般過生活，故而帶著一家四口離開「聖地」馬力喬亞，但多佛朗明哥仍認為自己是高傲的天龍人，依然看不起一般人。
遷離馬力喬亞後，一家人靠著本來的積蓄置產過活，但由於全家人失去昔日的特權，曾受天龍人迫害的廣大群眾將強烈的怨恨和憤怒宣洩於一家人身上，報復迫害唐吉訶德一家。父親曾試圖向馬力喬亞的天龍人請求為安全考量至少讓妻兒返回故鄉，反被冷漠拒絕，受到此事影響，全家人從此過著貧困的生活，母親更因為生活環境惡劣，於他8歲那年（海圓曆1489年）染病逝世。其後，唐吉訶德父子3人被群眾抓起來施以殘酷虐待，他們的父親為了不讓小孩受到傷害，捨命向憤怒的民眾求情，羅希南特則是因為承受不了痛苦，想以死解脫，唯獨多佛朗明哥悲憤揚言將來無論如何都會想盡辦法活下去，再把那些群眾一個不剩地全部殺光。
後來在多佛朗明哥的霸王色霸氣覺醒時，被托雷波爾發現，給予他復仇的力量（線線果實和一把槍）。多佛朗明哥認為自身家庭所遭受到的悲慘命運，都是因為父親當初放棄特權所造成的結果，於10歲時（海圓曆1490年）不顧其弟羅希南特的勸阻，槍殺父親，並帶著父親的首級返回馬力喬亞；然而天龍人早已不接受身為「背叛者一族」的他入境，使他憤而立誓要將天龍人主宰的世界毀得天翻地覆。
多佛朗明哥回到北海後，開始招兵買馬，正式成立唐吉訶德海賊團（又稱唐吉訶德家族）。但是羅希南特因為親眼目擊父親身亡而感到悲傷，故而離開多佛朗明哥身邊，被年輕時期的「佛」之戰國收養成為義子，加入海軍的行列。
- 大海賊時代之初

前傳第零話曾短暫出現年輕時的多佛朗明哥，他是22年前的目睹「海賊王」哥爾·D·羅傑被處刑的其中一人。
- 手刃親弟

多佛朗明哥在24歲那年和離別多年的弟弟羅希南特再度重逢，讓他再度回歸家族擔任幹部。當多佛朗明哥派遣初代紅心「鬼竹」威爾可前往海軍秘密擔任間諜後，他讓羅希南特接手成為2代紅心，並且在海圓曆1506年（第二部16年前）收容從福連伯斯戰爭裡倖存的遺孤托拉法爾加·羅成為旗下成員。
事實上羅希南特之所以選擇待在唐吉訶德家族裡，其實欲藉著擔任海軍臥底，試圖阻止多佛朗明哥的不法行為。多次漏洩情蹤，讓海軍中將阿鶴能多次追捕，也藉由佯裝「討厭小孩」的暴力行為，減少唐吉訶德家族勢力的培養。但在羅希南特逕自帶著身染「珀鉛病」的羅出海尋醫後，多佛朗明哥透過旗下成員得悉此事感到相當不解，並在海軍中將鶴不再追捕行蹤下，對羅希南特產生懷疑。
半年後多佛朗明哥致電給羅希南特告知海軍將和持有手術果實的海賊團進行交易的線報，唐吉訶德家族決定出手，但羅希南特決定獨自介入該場交易奪取手術果實，爭取解救病情惡化的羅，不料遇到臥底在海軍裡的威爾可，隨後威爾可察覺到羅希南特為海軍蒐集情報，立刻回報給多佛朗明哥，促使多佛朗明哥決定肅清羅希南特，最後羅希南特被多佛朗明哥本人射殺，羅則乘亂離開。
經此次事件後，多佛朗明哥認為自己視羅如同親弟弟，並為他保留著第三代紅心的職位，但羅認為其最終目的是為了要讓自己犧牲來給他施加手術果實的究極奧義「不老手術」。根據多佛朗明哥的說法自從海圓曆1509年（第二部13年前）他的家人全數過世後，陪伴他的對象僅有唐吉訶德家族的幹部們，所以他將旗下的幹部視為家人般看待。
- 統治多雷斯羅薩

第二部劇情的10年前多佛朗明哥劫持運載諸國貢獻給天龍人的「天上金」的船隻，加上世界政府忌憚於他掌握馬力喬亞內某個重大「國寶」（被封存的大型草帽）的情報，因此被納為王下七武海的成員，但多佛朗明哥沒有就此罷手；他派遣其手下莫內於多雷斯羅薩的王室擔任臥底，而他運用惡魔果實的能力控制利克王三世殺害旗下士兵和國民，在多雷斯羅薩引發大規模的動亂，令利克王三世失去國民的信任而聲敗名裂，使自己平息動亂並成為當地的國王。
他旗下的惡魔果實能力者砂糖還把許多居民、士兵、海軍、貴族等變成了玩具，由於砂糖的果實能力會使變成玩具的人們會被他人遺忘，使他們順勢成為多佛朗明哥操控的玩偶。

### 第一部
- 王下七武海與海軍會議

於漫畫233話初次登場，當時多佛朗明哥與「暴君」巴索羅繆·大熊作為七武海一同到達「聖地」馬力喬亞，與海軍高層（包括戰國元帥、鶴參謀等）進行會議，討論克洛克達爾從七武海除名的後續安排。他在會前使用寄生線操控兩名海軍本部中將使他們不由自主地互毆，但被鶴和戰國阻止了，他亦宣稱是因為島上的建設太過順利，對此感到無聊才特地過來開會。
- 海賊的「新時代」

多佛朗明哥親自來到加亞的魔谷鎮見了旗下鬣狗海賊團的船長貝拉密，並操控鬣狗海賊團的副船長薩奇斯攻擊貝拉密。他認為貝拉密敗給魯夫使其標誌蒙羞，不再需要如此無能的部下；並指出海賊的「新時代」快要來臨，只有真正的海賊才能存活下來，沒有本事的傢伙應該盡快消失。
- 「天龍人」事件

在發生魯夫襲擊天龍人的事件後，多佛朗明哥的手下兼人類拍賣會場的主事人迪斯可致電給他求援；但他冷淡地說「人口販賣」這回事已經落伍不合現時，現在是「SMILE」的時代，隨口表示這個拍賣場就送給迪斯可；並指出當迪斯可把自己的不幸怪罪到他身上時，「新時代」已經漸漸來臨了，當前他受到海軍的召集，以王下七武海的身份迎戰白鬍子海賊團。
- 頂點戰爭

接受了「海軍本部」的強制召集而跟其餘的七武海成員進餐。其後再奉召到「海軍本部」馬林福特與其他人在「火拳」艾斯的處刑現場，與白鬍子海賊團開戰。期間以能力割斷了小歐斯Jr.的腿，又以能力操控白鬍子海賊團第13隊隊長「水牛」雅托摩斯使其斬殺他的部下。在克洛克達爾與白鬍子海賊團第3隊隊長「鑽石」裘斯之間戰鬥時介入其中，他主動邀請克洛克達爾與其攜手合作，但被對方拒絕，轉而和克洛克達爾交戰。
「頂點戰爭」尾聲，多佛朗明哥聯同和平主義者部隊在馬林福特內鎮襲擊月光·摩利亞；並稱世界政府的高層已經決定，由於摩利亞能力太弱，無法繼續擔當王下七武海，故要剝奪他的頭銜並要抹殺他。後來多佛朗明哥向世界政府的官員匯報時提到，垂死的摩利亞似乎使用「影子果實」的能力憑空消失而逃出圍攻，就此下落不明（實為摩利亞被其部下阿布薩羅姆使用「透明果實」的能力救出）；且在該名官員有所指責時警告說自己並不是政府的下屬，要是跟政府的交易變得無聊，他隨時會辭去七武海。

### 第二部
- 龐克哈薩特

「頂點戰爭」結束兩年後，身為多佛朗明哥的前屬下托拉法爾加·羅藉由奪取100名海賊的心臟升遷為「王下七武海」，並在龐克哈薩特和魯夫等人再次相會的同時，決定合作調查島上的陰謀，但卻意外遇見多佛朗明哥在海軍部屬的諜報人員威爾可前來並阻擾他們的行動。威爾可為了避免事跡敗露，遂將魯夫、羅賓、佛朗基、羅、斯摩格、達絲琪囚禁在牢裡，而羅也在對話中對一行人透漏多佛朗明哥就是在海軍暗中作梗、指使威爾可隱匿兒童失蹤案件與下達追殺令的幕後黑手「JOKER」。
此時多佛朗明哥在其據點多雷斯羅薩與威爾可通話，透過威爾可確定羅已經背叛他，並下令由威爾可親自除掉他，並提到事情結束後會派遣部下前往龐克哈薩特接應他，威爾可也表示會將羅的耳朵割下來作為伴手禮，但羅利用手術果實的能力擊敗威爾可，並將其留在陷入爆炸的實驗所，此作為無疑斷了多佛朗明哥右臂。
在莫內、威爾可先後戰死，BABY5和水牛也不敵佛朗基將軍，心急的多佛朗明哥準備親自趕到龐克哈薩特，不料「空之路」遭到截斷，影響抵達時間，待其抵達現場，只見BABY5和水牛的首級被安置在海賊團的救生艇上，羅透過電話蟲要求做「交易」，告知已俘虜了能鞏固其交易的關鍵人物凱薩，並要求多佛朗明哥放棄七武海地位（會導致海軍上將攻擊）或是與四皇「百獸」海道因SMILE果實的交易破局而交惡（會導致唐吉訶德家族覆滅）。
隨後他抵達龐克哈薩特，將BABY5和水牛被手術果實能力分離的首級裝回各自的身體，並對G-5支部的海軍展開屠殺報復，還運用果實能力瞬間重創斯摩格，但被隨後而至的前海軍上將青雉出面阻止。經由短暫地交戰當面詢問青雉的用意，並且表示已經想好了應對方法，在BABY5和水牛的護送下離開現場，並於隔天登報發表辭去王下七武海頭銜和多雷斯羅薩國王職位的消息，令多雷斯羅薩頓時陷入混亂之中，而海軍也派出新任上將「藤虎」一笑前去處理。
實際上因其掌握世界政府的秘密，促使世界政府調動CP-0出面收拾其假意辭去辭去七武海的局面。而他和海軍上將藤虎在格林比特將羅兩面包抄，並安排鬥技場競賽以火焰果實為誘餌束縛魯夫的行動。
- 多雷斯羅薩

接獲羅的來電後，多佛朗明哥從電話蟲彼端聽見魯夫怒斥他的作為，隨即表示自己手邊有個魯夫極度渴望的物品，試圖引誘他偏離草帽海賊團和哈特海賊團結盟的目標，羅及時搶過話筒，讓多佛朗明哥確認凱薩正處於平安無事的狀態，並在提出釋放凱薩的條件、時間和地點後立刻結束通話。後來，多佛朗明哥從旗下幹部手裡取得了「火拳」艾斯身故後重生的「火焰果實」，準備藉此破壞魯夫與羅的結盟。
於是藉著舉辦鬥技場冠軍爭霸賽的機會，將「火焰果實」作為冠軍的獎品，利用魯夫不希望艾斯原有的能力落入他人之手的心態，將其引誘進鬥技場參賽，達到調虎離山的目的。之後為了解決背叛組織的羅和帶回凱薩，親赴格林比特的海岸，與海軍上將藤虎對上抵達此處的羅展開激烈對決，最後聯合上將藤虎擒抓住羅，並奪回看似是凱薩的心臟，但結果卻發現他手裡拿著的其實是藤虎部下的心臟。
試圖追趕羅的時候，察覺到駕駛千陽號的草帽海賊團成員準備抵達格林比特海岸，遂從海岸邊緣躍至千陽號和前來護衛夥伴的香吉士展開對決。多佛朗明哥欲藉由惡魔果實的能力殺害香吉士之際，羅及時趕至現場救走香吉士，命令待在千陽號的草帽海賊團帶走凱薩，將船隻駛至佐烏，對多佛朗明哥提及他和草帽海賊團的合作契約僅至破壞多雷斯羅薩的「SMILE」工廠為止，揚言要殺害多佛朗明哥以報復13年前的仇恨。
之後多佛朗明哥憑藉其惡魔果實能力使羅受創倒地，並對羅開了3槍，趕到現場的索隆與錦衛門試圖搶回失去意識的羅而與護衛多佛朗明哥的藤虎發生激戰，但索隆卻被藤虎打傷在地，之後多佛朗明哥與藤虎將羅帶往王宮，在鬥技場內的魯夫看到後揚言要去王宮把多佛朗明哥打飛，並將羅奪回。
在騙人布、羅賓與頓達塔一族實行「SOP作戰」，騙人布使能力者砂糖昏倒，解除童樂果實能力之際，被恢復原本人類身軀的居魯士一刀砍下頭顱，但多佛朗明哥隨即使用果實能力避開對手的攻擊，令自己存活下來。除了向多雷斯羅薩境內的人民公開用賞金追緝魯夫一行人的訊息，還趁機控制多雷斯羅薩的全體國民使其互相殘殺，意圖令魯夫一夥處於孤立無援的困境。之後在城堡正面和羅與魯夫再度展開對決，操控貝拉密抵擋兩人的攻勢，將羅重創成傷，更不惜運用果實能力創造的牢籠壓縮並摧毀範圍內的所有事物。
在羅重創倒地以及托雷波爾自爆之後，多佛朗明哥和魯夫再度對決，因自身的霸氣、速度和攻擊力量均強於對方，因而佔上風。後來魯夫發動四檔，被他的攻勢打得束手無策，連中「猿王槍」和「犀榴彈砲」，遭打飛到大街上。後來雖然以「足剃線」反擊，卻被魯夫的武裝色霸氣擋住，攻擊無效。之後被「大蛇砲」命中，被狠狠打飛，遭到重創。又被「獅子火箭砲」打飛到大樓，凹陷在它的表面上。但仍然存活，還有戰鬥能力。
在魯夫四檔遭解除、失去戰鬥能力的10分鐘內，輕而易舉地秒殺守護魯夫的戰士們，並重創揹著魯夫的大會主持人加茲。後來多佛朗明哥被原王族碧歐菈和蕾貝卡襲擊，但他反過來操縱她們以讓她們自相殘殺，當下被恢復霸氣的魯夫及時阻止，接著隨即與魯夫展開最終決戰，以線線果實的覺醒力量發動「16發神聖凶彈·神誅殺」迎戰魯夫，但最後魯夫跳上空中，並發動「四檔·彈跳人·大猿王槍」反擊。多佛朗明哥雖然使用了防禦技能，但很快就被擊破，從天上被轟落地底，不僅眼鏡被打碎一地，「鳥籠」也因此消失，象徵唐吉訶德家族的垮臺。敗北後除了倒戈的BABY5和回歸王室的碧歐菈以外，他本人連同其他幹部一同被海軍銬上海樓石逮捕。移監途中由老敵手阿鶴負責看守，他譏笑藤虎不應該逮捕他並私自放走魯夫和羅，還要阿鶴轉告馬力喬亞的天龍人們，表示他們總有一天會被D之一族拉下台，也預告最惡劣世代與四皇之間即將引發前所未有、空前絕後的霸權爭奪戰，之後被囚禁於推進城LEVEL 6。
- 世界會議

世界會議期間，多佛朗明哥告訴推進城副所長麥哲倫，由於世界政府忌憚於他掌握聖地馬力喬亞的祕密，勢必會在他散播這項祕密之前伺機派遣諜報人員將他滅口，由此嘲諷推進城嚴密看守他的作為形同是在保護他。在世界政府發布廢除王下七武海的制度的消息後，他在獄中閱報得知此事，對於接下來的的局勢變化感到興奮。